# Каменица (община)
Вижте пояснителната страница за други значения на Каменица.
Каменица (на македонска литературна норма: Општина Македонска Каменица) е община, разположена в източната част на Северна Македония със седалище едноименният град Каменица (Македонска Каменица).
Освен град Каменица в общината влизат още 8 села по течението на река Каменица, десен приток на Брегалница в областта Осоговия между Осоговската планина и планината Голак на площ от 190,37 km2. Населението на общината е 8110 (2002), предимно македонци, с гъстота от 42,60 жители на km2.
Според преброяването от 2002 година община Каменица има 8110 жители.
| Етническа принадлежност | Процент |
| македонци               | 99,32%  |
| албанци                 | 0,00%   |
| турци                   | 0,00%   |
| роми                    | 0,17%   |
| власи                   | 0,00%   |
| сърби                   | 0,30%   |
| бошняци                 | 0,10%   |
| други                   | 0,11%   |